# Robert Peel (1750–1830)
Robert Peel, 1:e baronet född 25 april 1750 i Lancashire, död 3 maj 1830 på sitt gods Drayton park i Staffordshire, var en brittisk industriman och politiker.

## Biografi
Robert Peel var son till fabriksägaren Robert Peel, som på sin bomullstygsfabrik invid Blackburn införde kalikåtryckningen i Lancashire. Han var far till premiärministern Robert Peel och till generallöjtnant Jonathan Peel.
Peel ökade väsentligt sin ärvda förmögenhet samt tillämpade vid sina fabriker tidigt och framgångsrikt samtidens tekniska utveckling på textilindustrins område. Han blev 1790 ledamot av underhuset för valkretsen Tamworth; som parlamentsledamot stödde han aktivt Pitts politik och togs ofta av denne till råds i kommersiella frågor. Han uppsatte 1798 under kriget mot Frankrike sex kompanier frivilliga och som belöning upphöjdes han år 1800 till baronet. Han genomdrev 1802 en lag som kan sägas förebåda den senare brittiska arbetarskyddslagstiftningen.